# Saint-Martin-l'Aiguillon
Saint-Martin-l'Aiguillon là một xã ở tỉnh Orne Hauts-de-France tây bắc nước Pháp. Xã Saint-Martin-l'Aiguillon có diện tích 14,61 km2, nằm ở khu vực có độ cao trung bình 225 mét trên mực nước biển.